# Lijst van administratieve eenheden in Tuyên Quang
Deze lijst bevat een overzicht van administratieve eenheden in Tuyên Quang (Vietnam).
De provincie Tuyên Quang ligt in het noorden van Vietnam. De oppervlakte van de provincie bedraagt 5870,4 km² en Tuyên Quang telt ruim 737.700 inwoners. Tuyên Quang is onderverdeeld in een stad en vijf huyện.

## Stad

### Thành phốTuyên Quang
- Phường Hưng Thành
- Phường Minh Xuân
- Phường Nông Tiến
- Phường Phan Thiết
- Phường Tân Hà
- Phường Tân Quang
- Phường Ỷ La
- Xã An Khang
- Xã An Tường
- Xã Đội Cấn
- Xã Lưỡng Vượng
- Xã Thái Long
- Xã Tràng Đà

## Huyện

### Huyện Chiêm Hóa
- Thị trấn Vĩnh lộc
- Xã Bình An
- Xã Bình Nhân
- Xã Bình Phú
- Xã Hà Lang
- Xã Hoà An
- Xã Hoà Phú
- Xã Hồng Quang
- Xã Hùng Mỹ
- Xã Kiên Đài
- Xã Kim Bình
- Xã Linh Phú
- Xã Minh Quang
- Xã Ngọc Hội
- Xã Nhân Lý
- Xã Phú Bình
- Xã Phúc Sơn
- Xã Phúc Thịnh
- Xã Tân An
- Xã Tân Mỹ
- Xã Tân Thịnh
- Xã Thổ Bình
- Xã Tri Phú
- Xã Trung Hà
- Xã Trung Hòa
- Xã Vinh Quang
- Xã Xuân Quang
- Xã Yên Lập
- Xã Yên Nguyên

### Huyện Hàm Yên
- Thị trấn Tân Yên
- Xã Bạch Xa
- Xã Bằng Cốc
- Xã Bình Xa
- Xã Đức Ninh
- Xã Hùng Đức
- Xã Minh Dân
- Xã Minh Hương
- Xã Minh Khương
- Xã Nhân Mục
- Xã Phù Lưu
- Xã Tân Thành
- Xã Thái Hoà
- Xã Thái Sơn
- Xã Thành Long
- Xã Yên Lâm
- Xã Yên Phú
- Xã Yên Thuận

### Huyện Na Hang
- Thị trấn Na Hang
- Xã Côn Lôn
- Xã Đà Vị
- Xã Hồng Thái
- Xã Khau Tinh
- Xã Khuôn Hà
- Xã Lăng Can
- Xã Năng Khả
- Xã Phúc Yên
- Xã Sinh Long
- Xã Sơn Phú
- Xã Thanh Tương
- Xã Thượng Giáp
- Xã Thượng Lâm
- Xã Thượng Nông
- Xã Xuân Lập
- Xã Yên Hoa

### Huyện Sơn Dương
- Thị trấn Sơn Dương
- Xã Bình Yên
- Xã Cấp Tiến
- Xã Chi Thiết
- Xã Đại Phú
- Xã Đông Lợi
- Xã Đồng Quý
- Xã Đông Thọ
- Xã Hào Phú
- Xã Hồng Lạc
- Xã Hợp Hòa
- Xã Hợp Thành
- Xã Kháng Nhật
- Xã Lâm Xuyên
- Xã Lương Thiện
- Xã Minh Thanh
- Xã Ninh Lai
- Xã Phú Lương
- Xã Phúc ứng
- Xã Quyết Thắng
- Xã Sầm Dương
- Xã Sơn Nam
- Xã Tam Đa
- Xã Tân Trào
- Xã Thanh Phát
- Xã Thiện Kế
- Xã Thượng ấm
- Xã Trung Yên
- Xã Tú Thịnh
- Xã Tuân Lộ
- Xã Văn Phú
- Xã Vân Sơn
- Xã Vĩnh Lợi

### Huyện Yên Sơn
- Thị trấn Tân Bình
- Xã Chân Sơn
- Xã Chiêu Yên
- Xã Công Đa
- Xã Đạo Viện
- Xã Đội Bình
- Xã Hoàng Khai
- Xã Hùng Lợi
- Xã Kiến Thiết
- Xã Kim Phú
- Xã Kim Quan
- Xã Lang Quán
- Xã Lực Hành
- Xã Mỹ Bằng
- Xã Nhữ Hán
- Xã Nhữ Khê
- Xã Phú Lâm
- Xã Phú Thịnh
- Xã Phúc Ninh
- Xã Quý Quân
- Xã Tân Long
- Xã Tân Tiến
- Xã Thái Bình
- Xã Thắng Quân
- Xã Tiến Bộ
- Xã Trung Minh
- Xã Trung Môn
- Xã Trung Sơn
- Xã Trung Trực
- Xã Tứ Quận
- Xã Xuân Vân